# Hats
Hats (vitryska: Гаць, ryska: Gat’) är ett vattendrag i Belarus.   Det ligger i voblasten Minsks voblast, i den centrala delen av landet, 50 km öster om huvudstaden Minsk.
I omgivningarna runt Hats växer i huvudsak blandskog. Runt Hats är det ganska glesbefolkat, med 27 invånare per kvadratkilometer.